# Карневале (Кунео)
Карневале је насеље у Италији у округу Кунео, региону Пијемонт.
Према процени из 2011. у насељу је живело 103 становника. Насеље се налази на надморској висини од 180 м.